# Плонск
Плонск (на полски: Płońsk) е град в Централна Полша, Мазовско войводство. Административен център е на Плонски окръг, както и на селската Плонска община, без да е част от нея. Самият град е обособен в самостоятелна градска община с площ 11,60 км2.

## География
Градът се намира в историческата област Мазовия. Разположен е на 63 километра северозападно от Варшава, на 37 километра югозападно от Чеханов, на 55 километра северно от Сохачев и на 45 километра източно от Плоцк.

## История
За пръв път селището е споменато в писмен източник през 1155 година. Получава градски права през 1400 година от княз Шемовит IV. В периода (1975 – 1998) е част от Чехановското войводство.

## Население
Населението на града възлиза на 21 591 души (2010). Гъстотата е 1861,3 души/км2.

## Личности

### Родени в града
- Давид Бен-Гурион – израелски политик
- Яцек Добачевски – полски физик
- Тадеуш Гиеримски – полски поет
- Чеслав Клярнер – полски инженер
- Йоанна Муха – полски политик
- Мачей Сарбевски – полски писател

## Градове партньори
- Рамат Негев, Израел
- Winschoten, Нидерландия
- Чаковец, Хърватия
- Crepy en Valois, Франция
- Шалчининкай, Литва
- Бахчисарай, Украйна